# لوئیس مارتینس (بازیکن فوتبال، زاده ۱۹۹۲)
لوئیس مارتینس (انگلیسی: Luís Martins؛ زادهٔ ۱۰ ژوئن ۱۹۹۲) بازیکن فوتبال اهل پرتغال است.
از باشگاه‌هایی که در آن بازی کرده‌است می‌توان به باشگاه فوتبال بنفیکا بی، باشگاه فوتبال اوساسونا، باشگاه فوتبال گرانادا، باشگاه فوتبال بنفیکا، و باشگاه فوتبال ژیل ویسنته اشاره کرد.
وی همچنین در تیم‌های ملی فوتبال زیر ۱۶ سال پرتغال، زیر ۱۷ سال پرتغال، زیر ۱۸ سال پرتغال، زیر ۱۹ سال پرتغال، زیر ۲۰ سال پرتغال، و زیر ۲۱ سال پرتغال بازی کرده‌است.